# The Gift (Susan Boyle)
The Gift è il secondo album in studio della cantante britannica Susan Boyle, pubblicato l'8 novembre 2010 dalle etichette discografiche Syco e Columbia Records. L'album ha sonorità più anni Sessanta rispetto al precedente perché, secondo quanto detto dalla stessa Susan Boyle, "è stato il suo periodo".
Questo è il secondo album della cantante a raggiungere la vetta delle classifiche sia negli Stati Uniti che nel Regno Unito, pur con vendite minori dell'album precedente, I Dreamed a Dream. The Gift contiene dieci tracce nell'edizione standard, alcune delle quali natalizie. È il centesimo album più venduto negli Stati Uniti nel 2010.

## Contesto
The Gift è stato prodotto da Steve Mac, che ha affermato: "Susan è stata in studio per registrare l'album, questa volta prenderemo una strada più tradizionale per la sua registrazione, metteremo assieme una band e proveremo le canzoni prima di andare in studio per vedere come sono, come canta certe parti e quindi come potremmo cambiare gli arrangiamenti. Penso che così possa andare decisamente meglio. Per Susan è molto importante connettersi col pubblico e che il pubblico si connetta con lei. Non vuole cantare niente che non le sia successo o che non la riguardi." Susan Boyle ha affermato che l'album avrebbe contenuto degli elementi jazz. "Il mio prossimo album deve contenere degli elementi sorprendenti anche questa volta. Spero che lo stia facendo migliore e speciale."
Prima della pubblicazione dell'album la cantante ha offerto a dei fan la possibilità di duettare con lei in una competizione intitolata Susan's Search. I concorrenti devono registrare loro stessi mentre cantano Silent Night e pubblicare il video sul loro canale di YouTube. La vincitrice è la trentatreenne Amber Stassi di Brewerton, nel New York.

## Vendite
The Gift ha fatto il suo debutto alla prima posizione della classifica britannica, vendendo circa 103.000 copie in una sola settimana, solo un quarto di quelle che riuscì a vendere un anno prima I Dreamed a Dream. Ha ottenuto un ottimo successo anche negli Stati Uniti, nella cui classifica è entrato direttamente alla vetta, vendendo circa 318.000 copie (meno della metà delle 701.000 vendute da I Dreamed a Dream) e facendo scendere al secondo posto Speak Now di Taylor Swift, che aveva per due settimane occupato la prima posizione. Nella sua seconda settimana, The Gift ha mantenuto la vetta della classifica americana, vendendo altre 335.000 copie, con un incremento di vendite del 5% rispetto alla settimana precedente. L'album, nella sua terza settimana, è sceso di due posizioni, vendendo altre 263.000 copie, il 21% in meno rispetto alla settimana precedente. Con un aumento di vendite del 3%, The Gift è tornato alla vetta della Billboard 200 nella sua quarta settimana con 272.000 copie vendute. Il balzo alla vetta della classifica è stato inaspettato: si pensava infatti che il numero uno della settimana sarebbe stato The Beginning dei Black Eyed Peas. Mantiene la stessa posizione nella quinta settimana, con altre 243.000 copie vendute (il 10% in meno). Scende di una posizione nella sesta settimana, vendendo 254.000 copie (il 5% in più), venendo battuto per 5.000 copie da Speak Now di Taylor Swift. Rimane alla seconda posizione anche nella settima settimana, con 240.000 copie vendute (il 6% in meno). Terminato il periodo natalizio, le vendite di The Gift scendono drasticamente a 19.000, il 92% in meno, nell'ottava settimana. Ne consegue la perdita di 29 posizioni sulla classifica americana: l'album si stanzia infatti al trentaduesimo posto.
Le vendite nella prima settimana sono state molto elevate in Oceania: l'album è infatti entrato alla vetta delle classifiche in Australia e in Nuova Zelanda, venendo certificato disco di platino dopo una sola settimana in entrambi i Paesi per aver venduto rispettivamente oltre 70.000 e 15.000 copie. In Canada, The Gift è entrato alla terza posizione vendendo 13.000 copie nella sua settimana di debutto e ha raggiunto dopo poco la seconda dopo poche settimane, nella quale ha venduto 21.000 copie per via dello shopping natalizio, per poi salire ulteriormente alla vetta.

## Accoglienza
L'album ha ricevuto critiche di vario genere. Su Metacritic s'è fatta la media tra le critiche professionali date a The Gift, e il voto complessivo risulta essere 59 su 100. Stephen Thomas Erlewine di AllMusic ha valutato l'album con due stelle e mezzo su cinque, dicendo che Susan Boyle è la cantante adatta per un album natalizio, ma definendo la sua musica piuttosto "prevedibile".

## Tracce
1. Perfect Day (Lou Reed) - 4:31
2. Hallelujah (Leonard Cohen) - 3:53
3. Do You Hear What I Hear? (Noël Regney, Gloria Shayne Baker) - 3:55
4. Don't Dream It's Over (Neil Finn) - 3:47
5. The First Noel (tradizionale; arrangiata da Steve Mac e David Arch) - 2:59
6. O Holy Night (tradizionale; arrangiata da Steve Mac e David Arch) - 4:04
7. Away in a Manger (tradizionale; arrangiata da Steve Mac e David Arch) - 2:56
8. Make Me a Channel of Your Peace (tradizionale; arrangiata da Sebastian Temple) - 4:24
9. Auld Lang Syne (tradizionale; arrangiata da Steve Mac e David Arch) - 2:45
10. O Come All Ye Faithful (tradizionale; arrangiata da Steve Mac e David Arch) - 2:06

## Classifiche
| Classifica (2010) | Posizione massima |
| ----------------- | ----------------- |
| Australia         | 2                 |
| Austria           | 38                |
| Belgio (Fiandre)  | 2                 |
| Belgio (Vallonia) | 30                |
| Canada            | 1                 |
| Danimarca         | 14                |
| Finlandia         | 39                |
| Francia           | 29                |
| Grecia            | 7                 |
| Irlanda           | 4                 |
| Italia            | 97                |
| Messico           | 71                |
| Norvegia          | 6                 |
| Nuova Zelanda     | 1                 |
| Paesi Bassi       | 1                 |
| Regno Unito       | 1                 |
| Spagna            | 95                |
| Stati Uniti       | 1                 |
| Svezia            | 10                |
| Svizzera          | 19                |
| Ungheria          | 7                 |

### Classifiche di fine anno
| Classifica (2011) | Posizione |
| ----------------- | --------- |
| Belgio (Fiandre)  | 30        |
| Canada            | 11        |
| Stati Uniti       | 5         |